# RDS-127
RDS-127 je lek koji se koristi u naučnim istraživanjima. On deluje kao agonist D2 sličnih receptora, a manifestuje i serotoninske i adrenergičke efekte, kao i antiholinergičko dejstvo. U životinjskim studijama on pokazuje anoreksično dejstvo i stimuliše seksualni nagon.